# 斯特莱战役
斯特莱战役是880年拜占庭帝国与阿格拉布王朝在意大利半岛南部进行的一场海战，这场战役是拜占庭的一次重大胜利。战役发生的地点至今有争议，所以该战役在现代文献中也被称作第一次米拉佐战役或斯蒂洛角战役。

## 背景
879或880年，拜占庭皇帝巴西尔一世任命纳萨尔为帝国舰队司令。纳萨尔的第一个任务是对抗阿格拉布王朝派遣到希腊西海岸的，由60艘舰船组成的舰队。在击败了这一舰队后，纳萨尔带领舰队来到意大利，来支援由利奥·阿波斯提佩斯和普罗科皮奥斯（Prokopios）指挥的意在重夺南意大利的部队。

## 战役
根据13世纪摩洛哥历史学家伊本·伊达里，纳萨尔对抗的是阿格拉布王朝在西西里的总督侯赛因·伊本·拉巴（al-Husayn ibn Rabah），伊本·伊达里记载道纳萨尔的舰队有着140艘舰船，在经过激烈的战斗后，阿格拉布王朝的舰队被击败，其中不少舰船被拜占庭夺取。12世纪阿拉伯史学家伊本·艾西尔也提及了这场战役，同时也与《剑桥编年史》中记载的战役，以及恩纳的圣以利亚的圣徒传记中记载的阿格拉布王朝对雷焦卡拉布里亚的进攻相符合。根据以利亚的圣徒传记，阿格拉布王朝有着45艘船的舰队威胁对雷焦卡拉布里亚发动进攻，当地居民准备撤离到阿斯普罗蒙特山，然而恩纳的圣以利亚却自信地预言拜占庭帝国的舰队胜利。此后纳萨尔确实击败了阿格拉布的舰队，他们中的很多人抛弃了在西西里海岸的舰船，逃往巴勒莫，使得拜占庭舰队缴获了阿格拉布王朝的所有船只。

## 战役的发生地
本战役发生地的依旧不明。《剑桥编年史》指出战役发生在麦拉斯（Mylas），即位于西西里岛东北部的米拉佐。《狄奥法尼斯编年史续写》记载战役在“一座称为斯特莱（Stelai）的小岛”上发生，这导致一个假说产生：战役发生在卡拉布里亚西南部海域的斯蒂洛角。然而拜占庭学家维拉·冯·法肯豪森（Vera von Falkenhausen）指出从罗马到雷焦卡拉布里亚的罗马道路尽头由一根位于俯瞰海岸的悬崖上的圆柱（希腊语中称“stylos”或“stele”）所标记，这个地方在希腊语中被称作斯蒂利斯（Stylis）。另一位拜占庭学家埃瓦尔德·基斯林格（Ewald Kislinger）认为后一种说法中的地点位于意大利半岛“脚趾”处的最西端，这更加符合《狄奥法尼斯编年史续写》以及《剑桥编年史》中对于战役发生地的记载，麦拉斯（Mylas）的称呼可能是由于将其与8年后于米拉佐发生的战役相混淆而产生。

## 后续
纳萨尔在斯特莱的胜利使得拜占庭派遣另一只舰队前往那不勒斯，他们在此又一次战胜了阿拉伯人。与此同时，纳萨尔可以自由地袭击西西里岛的北部海岸，拦截了很多在第勒尼安海活动的海盗船及商船，获得了很多战利品，其中包含大量的橄榄油，以至于当他们将其带回君士坦丁堡后，其市场价格发生了暴跌。这一战役也使得当年粮食歉收的伊夫起亚当地食品状况开始恶化。纳萨尔同时协助了利奥·阿波斯提佩斯和普罗科皮奥斯的陆上部队收复克拉蒂河对岸由伦巴第人控制的卡拉布里亚部分地区。尽管此后普罗科皮奥斯很快战死，利奥·阿波斯提佩斯依旧得以成功收复塔兰托，从而恢复了卡拉布里亚的拜占庭行省与巴里的陆上联系。
在赢得这些胜利后，帝国在约885年派遣老尼基弗鲁斯·福卡斯率军远征，他成功地收复了几个城市，巩固了拜占庭在意大利南部的统治（此后在此建立了意大利督军区），在一定程度上补偿了878年叙拉古的沦陷后拜占庭在西西里的重大损失。然而复兴是短暂的，888年拜占庭在米拉佐的战败标志着在下一个世纪里，拜占庭主力海军在意大利周围海域的活动将会慢慢消失。